# 大阪大学大学院人文学研究科
大阪大学大学院人文学研究科（おおさかだいがくだいがくいんじんぶんがくけんきゅうか、英語: Graduate School of Humanities, The University of Osaka）は、大阪大学大学院に設置されている研究科の一つである。
2022年4月に、文学研究科と言語文化研究科を統合して新設された。

## 概要
文学研究科と言語文化研究科の統合により、5つの専攻に再編された。統合は大学院のみで行われ、文学部と外国語学部は統合されずに存置された。

### 人文学専攻
旧文学研究科の文学、言語学、歴史学、哲学関係の講座による専攻。哲学コース、グローバルヒストリー・地理学コース、文学コース、比較・対照言語学コースの4コース。
哲学コースは、基礎専門分野の哲学哲学史、中国哲学、インド学・仏教学、応用専門分野の科学技術社会論、臨床哲学で構成される。グローバルヒストリー・地理学コースは、東洋史学、西洋史学、人文地理学の3専門分野、文学コースは、「テクスト表現論」グループと称される英米文学、ドイツ文学、フランス文学、中国文学と、テクスト環境論の5つの専門分野で構成される。

### 言語文化学専攻
旧言語文化研究科言語文化専攻が移行した。言語文化学コースの1コースで、3分野6講座により構成される。
分野Iは、超領域文化論講座、表象文化論講座、分野IIは、コミュニケーション論講座、第二言語教育学講座、分野IIIは、理論言語学・デジタルヒューマニティーズ講座、言語認知科学講座である。

### 外国学専攻
旧言語文化研究科言語社会専攻が移行した。博士前期課程は、地域文化研究コースと高度専門職業人コースの2コース。
地域文化研究コースは、アジア・アフリカ言語文化コースとヨーロッパ・アメリカ言語文化コースに、高度専門職業人コースは、英語教員リカレント・コースと中国語教員リカレント・コースに、それぞれさらに分かれている。

### 日本学専攻
基盤日本学コースと応用日本学コースに分かれる。
基盤日本学コースは、旧文学研究科の一部がもとになっており、豊中キャンパスで開講される。現代日本学、日本史学、考古学、日本文学・日本語史学、基盤日本語学の5分野で構成される。
応用日本学コースは、旧言語文化研究科日本語・日本文化専攻が移行したもので、箕面キャンパスで開講される。比較日本学、応用日本語学、日本語教育学の3分野で構成される。

### 芸術学専攻
旧文学研究科の芸術学関係の講座が移行した。アート・メディア論コース、美学・文芸学コース、音楽学・演劇学コース、日本東洋美術史・西洋美術史コースの4コースからなる。
アート・メディア論コースは、旧文学研究科文化動態論専攻で、2007年の大阪外国語大学との統合により設置された修士課程のみの講座であったが、人文学研究科の設置により、博士後期課程が設置された。

## 沿革
大阪大学大学院文学研究科
大阪大学大学院言語文化研究科
- 2022年4月 - 大学院文学研究科と大学院言語文化研究科が統合し、大学院人文学研究科となる。
- 2023年4月 - 複言語・複文化共存社会研究センターを設置[6]。